# انرژی بادی در چین

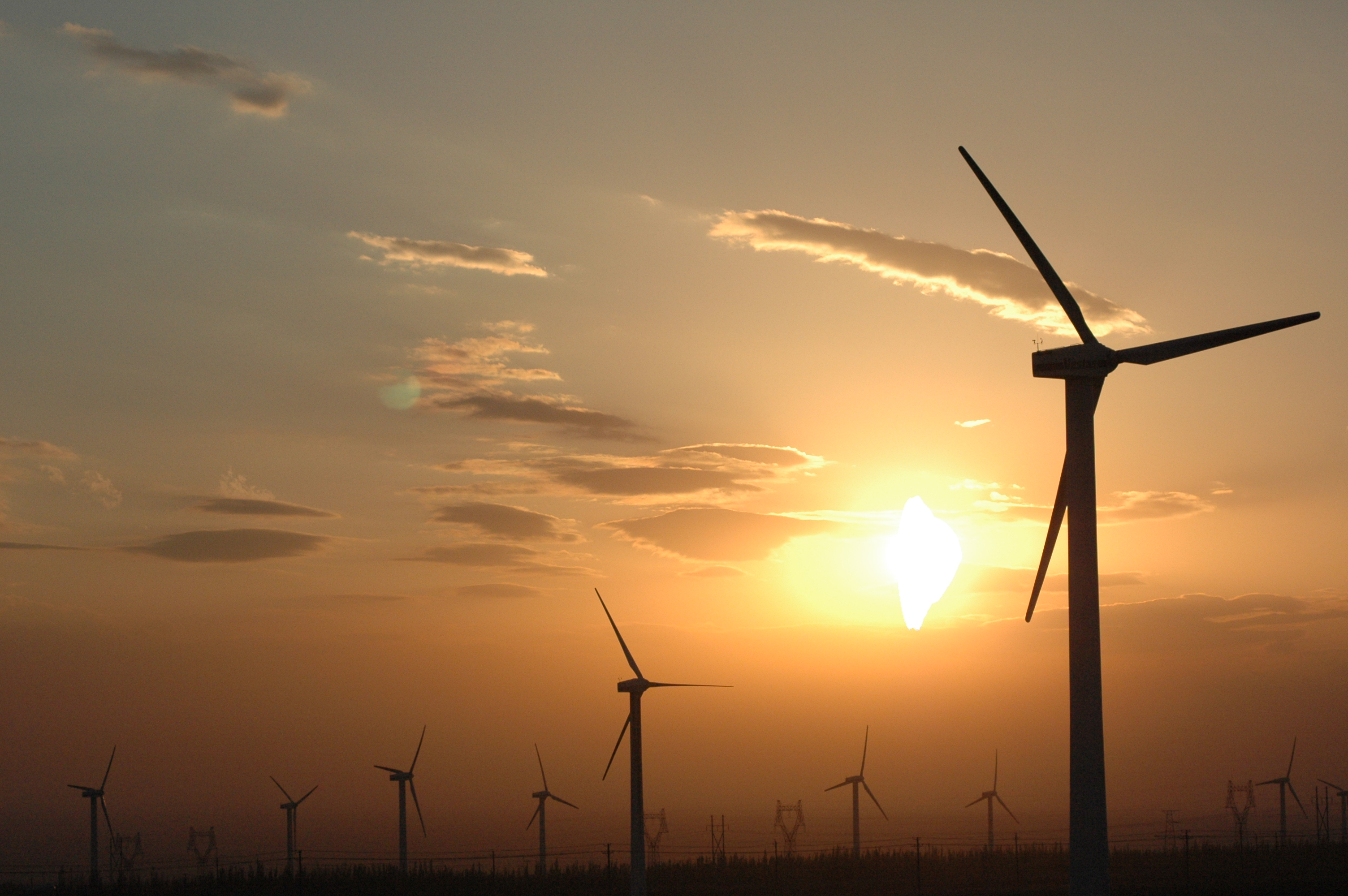
توربین های بادی در چین

چین با داشتن سرزمین و خط ساحلی وسیع یکی از بهترین منابع انرژی بادی را داراست. تخمین زده شده است که چین در حدود ۲۳۸۰ گیگاوات از زمین و ۲۰۰ گیگاوات از دریا انرژی استخراج می‌کند. در پایان سال ۲۰۱۲ در حدود ۷۶ گیگاوات تولید انرژی داشت که بیشتر از تولید انرژی هسته‌ای است و بیش ۱۱۵۰۰۰ ساعت انرژی از توربینهای بادی به شبکه برق کشور افزود. در سال ۲۰۱۱ برنامه چین برای داشتن برق حاصل از انرژی باد ۱۰۰ گیگاوات بود و در پایان سال۲۰۱۵ این مقدار به ۱۹۰ میلیارد کیلووات ساعت در سال خواهد رسید.
چین انرژی حاصل از توربینهای بادی را بخشی از رشد اقتصاد کشور می‌داند. تحقیقات دانشگاه‌های هاروارد و چینهوا نشان می‌دهد که چین تا سال ۲۰۳۰ تمام احتیاجات برق خود را از توربین‌های بادی به دست خواهد آورد.
در پایان سال ۲۰۰۸ , ۱۵ شرکت چینی توربینهای بادی تولید کردند. معمول‌ترین این توربینها سایزی بین ۵/۱ تا ۳ مگاوات داشتند. شرکتهای تولیدکننده برق حاصل از توربینهای بادی در چین عبارتند از: Goldwind , Dong fang electric , Sinovel همرا با سازندگان خارجی دیگر کشورها. چین ۸۰۰۰۰ توربین بادی با مقیاس کوچک را در سال ۲۰۰۸ تولید کرد. طبق مشاهدات صنعت انرژی‌های چین از رکود اقتصاد جهانی صدمه ندیده است.
در سال ۲۰۱۰ چین به بزرگترین تولیدکننده انرژهای باد تبدیل شد و ظرفیتی در حدود ۸/۴۱ گیگاوات تولید کرد که یک چهارم آن به شبکه برق کشور راه یافت. طبق شورای انرژی باد جهانی پیشرفت استفاده از انرژی باد در ارتباط با مقیاس و اندازه در جهان بی نظیر است. انجمن موقت کنگره ملی مردمی قانونی تصویب کرد که شرکتهای انرژی چین باید برق تولید شده توسط انرژی‌های قابل تجدید را خریداری کنند.
دوازدهمین برنامه پنج ساله چین با هدف محیط زیستی برای داشتن انرژی غیرفسیلی به ۴/۱۱٪ از کل انرژی مصرفی و همچنین تولید co2 به ۱۷٪ است.

## تاریخچه
بزرگترین توربینهای بادی چین در گلدویند Goldwind در استان زینجیانگ است. گلدویند در سال ۱۹۹۸ تأسیس و پس از آن با پیشرفت ناگهانی سهم خود را افزایش داد که این مسئله منجر به کاهش ۳۵ درصدی سال ۲۰۰۶ به ۱۹٪ در سال ۲۰۱۲ شد.
دومین رتبه به شرکت تکنولوژی گوادیان با ۱۳٪ در سال ۲۰۱۲ و سومین رتبه سینوال با ۱۰٪ است. شرکت الکتریکی لانگ یوان چین از شرکتهای تابعه گوادیان جز اولین عملگران توربین‌های بادی با تولید ۴۰٪ است.
شرکت‌های چینی در نمایشگاه توربینهای بادی آسیا که در ژوئن ۲۰۰۶ در پکن برگزار شد از اولین توربین بادی ماگلو رونمایی کردند. شرکت انرژی ژونگ هنگیوان Zhongke Hengyuan 400 میلیون یوان برای ساخت مکان مولدهای توربین بادی پرداختن که شروع ساخت آن از نوامر ۲۰۰۷ بود. شرکت هنگیوان توقع سود ۶/۱ میلیارد یوان را از این مولدها دارد.
|             | ۲۰۰۵  | ۲۰۰۶  | ۲۰۰۷  | ۲۰۰۸   | ۲۰۰۹   | ۲۰۱۰   | ۲۰۱۱   | ۲۰۱۲    | ۲۰۱۳   |
| ----------- | ----- | ----- | ----- | ------ | ------ | ------ | ------ | ------- | ------ |
| ظرفیت (MW)  | ۱٬۲۶۰ | ۲٬۵۹۹ | ۵٬۹۱۲ | ۱۲٬۲۰۰ | ۱۶٬۰۰۰ | ۳۱٬۱۰۰ | ۶۲٬۷۰۰ | ۷۵٬۰۰۰  | ۹۱٬۴۲۴ |
| تولید (GWh) | ۱٬۹۲۷ | ۳٬۶۷۵ | ۵٬۷۱۰ | ۱۴٬۸۰۰ | ۲۶٬۹۰۰ | 44,622 | 74,100 | 103,000 | n.a.   |

طبق گزارشات نمایشگاه بین‌المللی انرژی‌های باد چین در سال ۲۰۰۷ که در شانگهای برگزار شد تا قبل از سال ۲۰۱۰ , ۵۰٪ از انرژی‌های مورد نیاز شانگهای از طریق توربین‌های بادی خواهد بود. اولین توربین‌های بادی شانگهای در شهر جدید لین گنگ قرار دارد. توربینهای ۷ مگاواتی در اوایل ۲۰۰۸ شروع به تولید کردند و برق حاصل شده به شبکه برق شرق هوادانگ وصل شد. توربین‌های نانهوی، کین جیان لی و چانگ مینگ دان تان در نیروگاه شانگهای در چند سال گذشته ساخته شده‌اند؛ که در مجموع با ۱۸ توربین، ۴/۲۴ مگاوات انرژی تولید می‌کنند.
در سال ۲۰۰۶ شرکت انرژی شانگهای ۶۴۴۸۵ میلیون کیلووات انرژی سبز را خریدار کرد. باوجود این مقدار انرژی خریداری شده توسط مشتریان از نیروگاه شانگهای تنها ۲۳٪ از کل آن است. در سال ۲۰۰۶ تنها ۶۴۸۲ خانوار در شانگهای برای استفاده از انرژی قابل تجدید نام‌نویسی کردند زیرا برق حاصل ۵۳/۰ یوان به کیلووات ساعت گرانتر از سوختهای زغالی بود. در سال ۲۰۰۷ میزان برق توربینهای بادی معادل ۱۰۰ میلیون کیلووات ساعت مناسب برای ۱۲۰۰۰۰ خانوار است.
۲۲ نهاد در شانگهای انرژی‌های قابل تجدید را خریداری کردند که ۳/۱ از شرکتهای دولتی و بقیه خارجی بودند. دولت شانگهای هیچ انرژی قابل تجدیدی نخرید. در سال ۲۰۰۶ شرکت بااُ استیل Bao Steel در طی قراردادی، ۲/۱ میلیون کیلووات برای ۳ سال خریداری کرد.
فو چنگیو رئیس جمهور چین در طی کنفرانسی در ۲۲ آوریل ۲۰۰۷ در استان هانیان گفت: شرکت ملی نفت ساحلی چین CNOOC با هدف تنوع بخشی تجارت نفت و گاز در پی شرکتهای بین‌المللی مشتاق به توسعه نیروگاه‌های بادی ساحلی است. نزدیک‌ترین نیروگاه به مرکز چین، گوانتینگ با مسافت ۹۰ دقیقه از مرکز شهر (تقاطع بدلینگ دیوار چین) است. این نیروگاه ۴۷ توربین بادی دارد که در سال آینده آن را به ۱۰۰ توربین افزایش خواهد داد.

## توربینهای بادی ساحل
در می ۲۰۱۲ چین دو نیروگاه فعال در ساحل داشت. ساخت نیروگاه دونگای Donghai اولین نیروگاه ساحلی در آوریل ۲۰۰۹ در چین شروع شد. با توجه به نزدیکی به پل دونگای و راه‌اندازی در سال ۲۰۱۰ به نمایشگاه اکسپو شانگهای در آن سال برق داد. نیروگاه ۳۴ توربین ۳ مگاواتی شرکت سینول با ارزش ۱۰۲ میلیون دلاری آمریکا را دارد. توربینهای شرکت بین‌المللی لانگیوان رودانگ Longyuan Rudong با ظرفیت ۱۵۰ مگاوات و ارزش ۵۰۰ میلیون یوان در سال ۲۰۱۲ به صورت عملی درآمد.
متأسفانه پیشرفت انرژی باد با سرعتی که انتظار می‌رفت پیش نرفت. در پایان سال ۲۰۱۲ تنها توربینهای ۳۸۹۶ مگاوات را نصب کردند که از اهداف ۵ گیگاوات در پایان سال ۲۰۱۵ بسیار دورتر بود. اهداف بلند پروازانه چین برای تولید ۵۶ وات در سال ۲۰۱۱ و ۳۰ گیگاوات در پایان ۲۰۲۰، ظرفیت تولید دیگر کشورها را تحت شعاع قرار می‌دهد. در می ۲۰۱۴ ظرفیت تولید چین ۵۶۵ مگاوات است.

## آینده و مقایسه با دیگر کشورها
پروژه نیروگاه گنسو Gansu در غرب استان گنسو جز ۶ پروژه ملی است که توسط دولت چین حمایت می‌شود و انتظار می‌رود که تا سال ۲۰۲۰ با هزینه ۱۲۰ میلیارد یوان، ۲۰۰۰۰ مگاوات رشد داشته باشد. در سال ۲۰۰۸ ساخت آن آغاز و خط تولید ۷۵۰ کیلووات برق متناوب راه افتاد. با تکمیل پروژه کل تولید آن ممکن است از جمع کل دنیا بیشتر شود.
طبق نظر اقتصاددانان در سال ۲۰۱۳ سهم آمریکا از تولید انرژی باد ۴۰٪ بود چون در آن زمان چین هنوز به شبکه تولید برق انرژی باد نپیوسته بود.

## هزینه و ثبات
تولیدات انرژی باد هنوز به طور کامل به شبکه برق راه نیافته است. طبق آمار ۲۰۰۹ از اتحادیه انرژی چین تنها ۷۲٪ از ظرفیت تولید به شبکه برق چین پیوسته و در پایان سال ۲۰۱۲ این مقدار به ۸۰٪ افزایش پیدا کرد. علاوه بر آن مصرف برق چین زمانیکه انرژی بادی نداشتند تنها از سوختهای زغالی بوده است. شی پنگفی Shi Pengfei معاون رئیس جمهور در انجمن انرژی‌های بادی چین گفت: با توسعه اقتصاد چین در سال ۲۰۲۰ باید برای انرژی سوختهای زغالی، جانشینی داشته باشیم؛ و راهکار این است که انتقال برق حاصل از انرژی باد را آسان کنیم. او همچنین در مورد هزینه زیاد این نوع از انرژی ابراز نگرانی کرد چرا که صنایع را وابسته به یارانه دولت می‌کند و این نشانه تازه به رونق افتادن این انرژی است.